# 勒皮 (孚日省)
勒皮（法語：Le Puid，法語發音：[lə pɥi] ⓘ）是法国大東部大區孚日省的一个市镇，属于孚日圣迪耶区。

## 地理
勒皮（48°23'34"N, 7°2'25"E）面积5.41 平方千米，位于法国大東部大區孚日省，该省份为法国东北部内陆省份，北起默兹省和默尔特-摩泽尔省，西接上马恩省，南至上索恩省和贝尔福地区省，东临上莱茵省和下莱茵省。
与勒皮接壤的市镇（或旧市镇、城区）包括：贝尔瓦勒、沙塔、格朗吕、勒蒙、勒索尔西、勒韦尔蒙、维约穆兰。

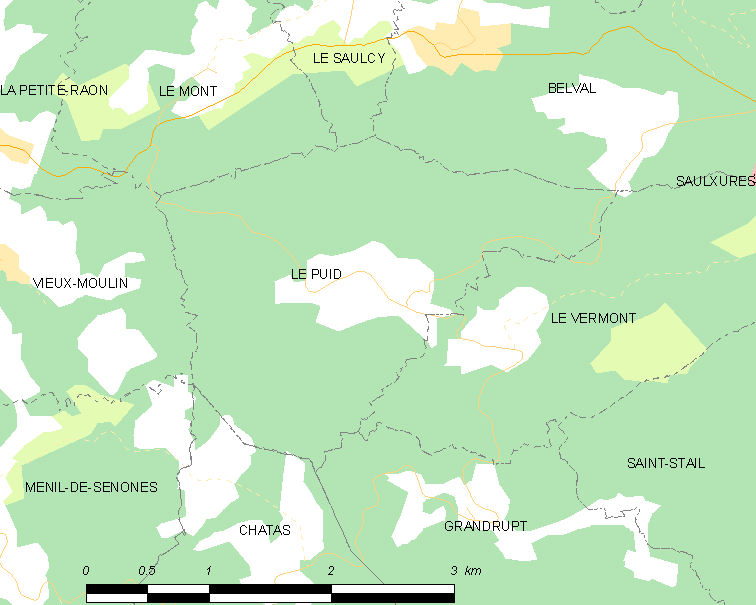
的OSM定位图

勒皮的时区为UTC+01:00、UTC+02:00（夏令时）。

## 行政
勒皮的邮政编码为88210，INSEE市镇编码为88362。

## 政治
勒皮所属的省级选区为拉翁莱塔普县。

## 人口

1962-2008年间人口变化图示

勒皮于2022年1月1日时的人口数量为118人。